# Comuna Rugazi
Rugazi este o comună în provincia Bubanza, Burundi. Reședința ei este orașul omonim.